# Leonie Brandt
Leonie Brandt, eigentlich Gertrud Franziska Pütz, auch Leonie Reiman (* 28. Oktober 1902 in Würselen; † 27. Januar 1978 in Amsterdam), war eine deutsch-niederländische Schauspielerin, Autorin und Doppelagentin.

## Biographie
Viele Details aus Leonie Brandts Lebenslauf sind nur auf Grund ihrer eigenen Aussagen bekannt und daher zum Teil zweifelhaft. Sie wurde als Gertrud Pütz, Spitzname Leonie, geboren und war die Tochter eines Bergmanns. Während des Ersten Weltkriegs schmuggelte sie wie andere Kinder aus der Region auch Lebensmittel aus den Niederlanden nach Deutschland. Nach ihren eigenen Angaben soll sie damals schon, im Alter von 14 Jahren, vom deutschen Geheimdienst gebeten worden sein, Nachrichten zu übermitteln; im Gegenzug sei ihr zugesagt worden, dass man ihre illegalen Grenzübertritte tolerieren würde. Nach dem Kriege habe sie unter anderem als Krankenschwester in Metz, Paris und Aachen gearbeitet und auch da Aufträge für den deutschen Geheimdienst erledigt. 1921 ging sie eine kurzzeitige Ehe mit einem zehn Jahre älteren Zöllner ein.
1925 zog Leonie Pütz nach Amsterdam, wo sie unter dem Künstlernamen Leonie Reiman als Schauspielerin Bekanntheit erlangte. Die Kritiken ihrer Auftritte waren nicht durchweg positiv, aber ihr „Charme“ und ihr „angeborener Wagemut“ wurden gelobt. 1929 heiratete sie Karl Brandt, den wohlhabenden Besitzer einer Amsterdamer Bäckerei, und erhielt so die niederländische Staatsangehörigkeit. Die Eheleute bekamen zwei Kinder: Marie Louise (1932–2019) und Carl (* 1935). Die Kinder wurden vorrangig vom Vater betreut, da seine Frau sich auf ihre Karriere als Schauspielerin und nun auch als Dramatikerin konzentrierte.
Etwa zur gleichen Zeit wurde Leonie Brandt, wie sie sich jetzt nannte, zudem als Spionin für den niederländischen Geheimdienst GS III aktiv, so ihre eigenen Angaben. Sie soll von ihrem damaligen mutmaßlichen Liebhaber, dem Amsterdamer Generalstaatsanwalt Johan van Thiel, angeworben worden sein. Er diente vermutlich auch als Vorbild für die Hauptfigur in ihrem Stück De officier van justitie (1931), in dem ein Staatsanwalt seine Frau betrügt. In den 1930er Jahren reiste Leonie Brandt regelmäßig nach Deutschland, um Informationen über die Entwicklungen in Deutschland zu sammeln, aber auch über die niederländische nationalsozialistische Nationaal-Socialistische Beweging (NSB). Sie baute ein umfangreiches Netzwerk auf mit Kontakten zu hochrangigen Persönlichkeiten wie dem niederländischen Justizminister Carel Goseling und dem deutschen General Eduard Wagner sowie zu Mitarbeitern der niederländischen Kriminalpolizei, des deutschen SD und der deutschen Abwehr.
1939 bot Leonie Brandt dem SD an, auch für den deutschen Nachrichtendienst zu arbeiten; sie wurde zur Doppelagentin. Im selben Jahr eröffnete sie den Paneelclub am Leidseplein in Amsterdam, wo alsbald die „gute Gesellschaft“ der Stadt verkehrte. Bei einem Besuch in Deutschland im März 1940 wurde sie von der Gestapo wegen Hochverrats verhaftet. Angeblich gegen das Versprechen, weitere Spionage unterlassen, wurde sie freigelassen. Zwei Monate später wurden die Niederlande von der deutschen Wehrmacht besetzt, und der Paneelclub wurde geschlossen. Im Oktober 1941 wurde Leonie Brandt erneut von den Deutschen verhaftet und wieder freigelassen, um im April 1942 in das KZ Ravensbrück mit dem Vermerk „Rückkehr nicht erwünscht“ deportiert zu werden. Dort wurde sie Blockälteste und arbeitete als Krankenschwester. Über ihr Verhalten in Ravensbrück gibt es widersprüchliche Zeugenaussagen: Einige Überlebende berichteten, sie habe Mitgefangenen geholfen, andere gaben an, sie habe andere Frauen misshandelt und erpresst.
Im Zuge der Rettungsaktion der Weißen Busse wurde Leonie Brandt Ende April 1945 mit weiteren Lagerinsassen vom schwedischen Roten Kreuz nach Schweden gebracht. Nachdem bekannt geworden war, welchen Aktivitäten sie vor und während des Zweiten Weltkrieges nachgegangen war, wurde sie in Schweden interniert, durfte dann aber in die Niederlande zurückkehren. Ab August 1945 arbeitete sie für das Bureau Nationale Veiligheid, wo sie Kriegsverbrecher verhörte. Diese Tätigkeit wurde zur Quelle einer Reihe von Gerüchten: So soll sie dem Kriegsverbrecher Pieter Menten kompromittierende Unterlagen verkauft haben, darunter den sogenannten Stadhoudersbrief, mit dem Prinz Bernhard 1942 Adolf Hitler angeblich die Übergabe der Niederlande angeboten haben soll, wenn er, Bernhard, Statthalter des Landes werde. Brandt gab an, den Brief, dessen Existenz bis heute nicht bewiesen ist, von Minister Goseling erhalten zu haben.
Der Ehemann von Leonie Brandt, Karl Brandt, starb 1949. Drei Jahre später zog sie mit ihren Kindern nach Rimburg, wo sie ein Café mit Schwimmbad übernahm. Gesundheitlich ging es ihr stetig schlechter, offenbar litt sie an Schizophrenie und war zudem Alkoholikerin. Im Oktober 1955 wurde sie für anderthalb Jahre in eine psychiatrische Einrichtung in Venray eingeliefert. Nach ihrer Entlassung führte sie ein unstetes Wanderleben, bis sie 1967 nach Amsterdam zurückkehrte. 1976 rückte sie in den Fokus der Öffentlichkeit, als Anklage gegen Pieter Menten erhoben wurde. Sie wurde mehrfach interviewt und zu ihrem Leben als Doppelagentin befragt.
Leonie Brandt starb am 27. Januar 1978 im Alter von 75 Jahren in einem möblierten Zimmer in Amsterdam. Die Zeitung Het Vrije Volk schrieb: „Kort daarop hoorden velen in den lande met een zucht van verlichting dat de lippen van Leonie Brandt-Pütz voor eeuwig waren verzegeld.“ („Kurz darauf hörten viele im Lande mit einem Seufzer der Erleichterung, dass die Lippen von Leonie Brandt-Pütz für immer versiegelt waren.“)

## Erinnerung und Rezeption
2003 veröffentlichte der niederländische Historiker Gerard Aalders, Mitarbeiter des Rijksinstituut voor Oorlogsdocumentatie, eine Biografie von Leonie Brandt, 2005 erschien das Buch auf Deutsch. Hauptquelle zu diesem Buch waren die Aussagen von Brandt selbst, und ihr Biograf bekannte, dass es schwer gewesen sei zu unterscheiden, was Fakt und was Fantasie an ihrem Lebenslauf sei. Der Sohn von Leonie Brandt hatte vergebens versucht, die Herausgabe des Buches gerichtlich zu verhindern. Er erinnere sich an seine Mutter als „nobel mens“. Er befürchte, dass ein Buch über sie eine Sensationsgeschichte sein werde. Der zuständige Richter wies die Klage jedoch zurück, da nicht anzunehmen sei, dass Aalders nicht wissenschaftlich gearbeitet habe.
Drei Jahre später erschien die Biografie Een kusje op je ziel von Leonie Brandts Tochter Loek Kessels, einer Journalistin und Autorin. Sie war in den Niederlanden bekannt, weil sie über zwei Jahrzehnte die Ratgeberkolumne Lieve Mona in der Boulevard-Zeitschrift Story betreut hatte. In ihrer Biografie berichtete sie, dass ihre Mutter die beiden Kinder nach dem Tod des Vaters jahrelang unter Alkoholeinfluss misshandelt und terrorisiert habe.
2020 veröffentlichte die Filmemacherin Annette Apon eine Dokumentation über Leonie Brandt mit dem Titel Leonie, actrice en spionne.